# Hoạt động y tế quốc tế của Cuba
Sau Cách mạng Cuba năm 1959, Cuba đã thiết lập một chương trình gửi nhân viên y tế của mình ra nước ngoài, đặc biệt là đến Châu Mỹ Latinh, Châu Phi và Châu Đại Dương, đồng thời đưa sinh viên y khoa và bệnh nhân đến Cuba để đào tạo và điều trị. Năm 2007, Cuba có 42.000 nhân viên hợp tác quốc tế tại 103 quốc gia khác nhau, trong đó có hơn 30.000 nhân viên y tế bao gồm ít nhất 19.000 bác sĩ. Cuba hỗ trợ nhiều nhân viên y tế cho các nước đang phát triển hơn tất cả các nước G8 cộng lại. Hoạt động y tế quốc tế của Cuba đã có những tác động tích cực đối với dân cư khu vực họ hiện diện. Theo Granma, tờ báo nhà nước Cuba, số lượng nhân viên y tế Cuba ở nước ngoài đã giảm từ 50.000 năm 2015 xuống còn 28.000 vào năm 2020.
Có một số chỉ trích về hoạt động y tế quốc tế của Cuba là các bác sĩ do Cuba cử đến đôi khi trái với ý muốn của họ và được trả ít hoặc không có thù lao.

## Các nhiệm vụ tại nước ngoài

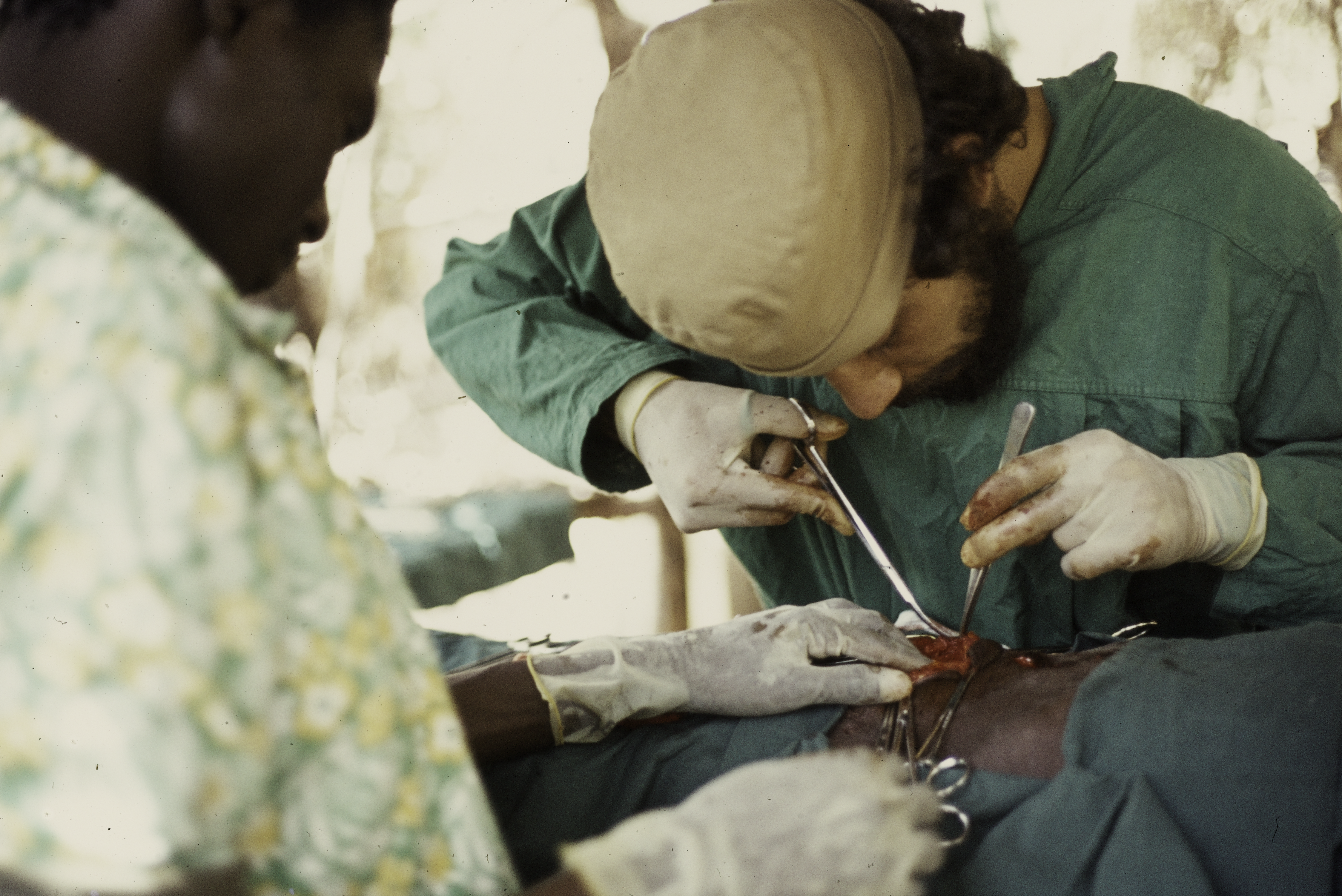
Một bác sĩ phẫu thuật người Cuba đang thực hiện một ca phẫu thuật ngoài trời ở Guinea-Bissau cho phong trào giải phóng PAIGC, 1974

Một nghiên cứu học thuật năm 2007 về chủ nghĩa quốc tế của Cuba đã khảo sát lịch sử của chương trình, ghi nhận tầm ảnh hưởng rộng lớn của nó: "Kể từ đầu những năm 1960, có 28.422 nhân viên y tế Cuba đã làm việc tại 37 quốc gia Mỹ Latinh, 31.181 ở 33 quốc gia châu Phi và 7.986 ở 24 quốc gia châu Á. Trong suốt thời gian bốn thập kỷ, Cuba đã gửi 67.000 nhân viên y tế đến các chương trình hợp tác, thường kéo dài ít nhất hai năm, tại 94 quốc gia... trung bình có 3.350 nhân viên y tế làm việc ở nước ngoài hàng năm từ năm 1960 đến năm 2000". Vào tháng 11 năm 2019, Liên Hợp Quốc ước tính có khoảng 30.000 bác sĩ Cuba đang hoạt động tại 67 quốc gia. Kể từ năm 1963, hơn 600.000 nhân viên y tế Cuba đã cung cấp dịch vụ y tế tại hơn 160 quốc gia. Năm 2020, các bác sĩ Cuba đã hoạt động tại hơn 60 quốc gia.

### Chống chủ nghĩa thực dân

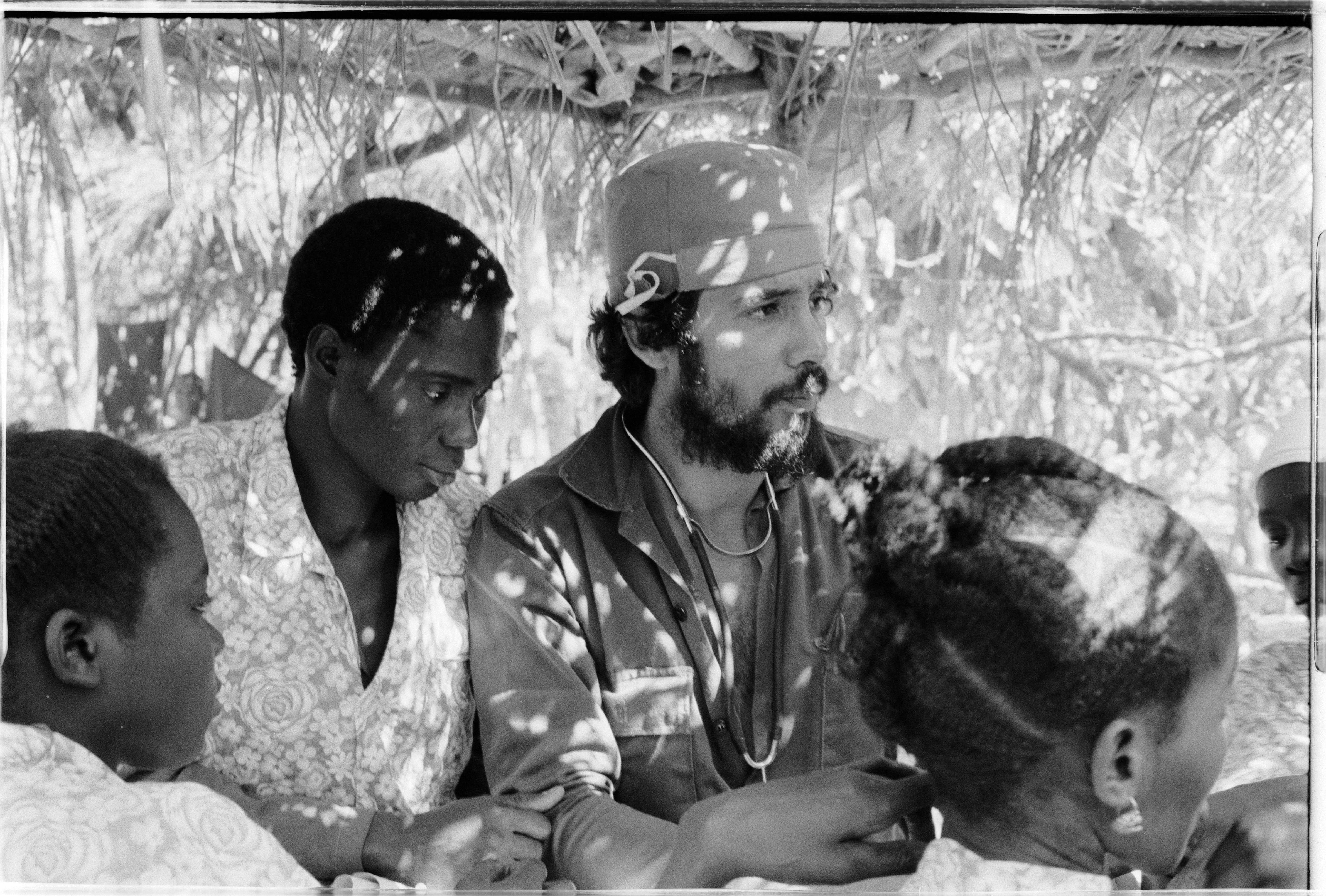
Một bác sĩ Cuba ở Guinea-Bissau năm 1974.

Năm 1960, Cuba cử một đội khẩn cấp đến Chile để hỗ trợ khắc phục hậu quả trận động đất Valdivia. Chương trình được chính thức khởi xướng vào năm 1963 như một phần trong chính sách đối ngoại của Cuba nhằm hỗ trợ các cuộc đấu tranh chống thực dân. Nó bắt đầu khi Cuba cử một lữ đoàn y tế nhỏ đến Algeria, nơi đã phải hứng chịu sự rút lui hàng loạt của nhân viên y tế Pháp trong Chiến tranh giành độc lập của Algeria. Một số thương binh và trẻ mồ côi chiến tranh cũng được đưa về Cuba để điều trị. Cuba thực hiện chương trình này mặc dù một nửa trong số 6.000 bác sĩ của đất nước đã chạy trốn sau cuộc cách mạng Cuba. Từ năm 1966 đến 1974, các bác sĩ Cuba đã làm việc cùng với pháo binh Cuba ở Guinea-Bissau trong cuộc chiến giành độc lập chống lại Bồ Đào Nha. Chiến dịch nước ngoài lớn nhất của Cuba là ở Ăng-gô-la, vào năm 1977, hai năm sau khi chiến dịch bắt đầu, chỉ có một tỉnh trong số mười sáu tỉnh của Ăng-gô-la là không có kỹ thuật viên y tế của Cu-ba. Sau năm 1979, Cuba cũng phát triển mối quan hệ bền chặt với Nicaragua.

### Chủ nghĩa nhân đạo
Ngoài các mục tiêu chính sách đối ngoại, các mục tiêu nhân đạo cũng đóng một vai trò trong chương trình y tế ở nước ngoài của Cuba, với các đội y tế được cử đến các quốc gia đối lập ý thức hệ. Ví dụ, vào năm 1960, 1972 và 1990, Cuba đã cử các đội hỗ trợ khẩn cấp tới Chile, Nicaragua và Iran sau các trận động đất. Tương tự như vậy, chương trình Mission Barrio Adentro của Venezuela phát triển từ sự hỗ trợ khẩn cấp do các bác sĩ Cuba cung cấp sau trận lở đất tháng 12 năm 1999 ở bang Vargas, khiến 20.000 người thiệt mạng.
Các phái đoàn y tế của Cuba đã được gửi đến Honduras, Guatemala và Haiti sau cơn bão Mitch và cơn bão Georges năm 1998, và ở lại đó bán vĩnh viễn. Từ năm 1998 trở đi, Cuba đã mở rộng đáng kể hợp tác quốc tế về y tế. Số bác sĩ Cuba làm việc ở nước ngoài tăng từ khoảng 5.000 năm 2003 lên hơn 25.000 năm 2005.
Ở Honduras, các nhân viên y tế đã có tác động đáng kể: "Ở những khu vực họ phục vụ, tỷ lệ tử vong ở trẻ sơ sinh đã giảm từ 30,8 xuống 10,1 trên 1.000 ca sinh sống và tỷ lệ tử vong ở bà mẹ từ 48,1 xuống 22,4 trên 1.000 ca sinh ra từ năm 1998 đến 2003."
Sau trận sóng thần châu Á năm 2004, Cuba đã gửi hỗ trợ y tế đến Banda Aceh và Sri Lanka. Để đối phó với cơn bão Katrina, Cuba đã chuẩn bị gửi 1500 bác sĩ đến New Orleans, tuy nhiên, lời đề nghị đã bị từ chối. Vài tháng sau, một phái bộ đã được cử đến Pakistan sau trận động đất Kashmir năm 2005. Cuối cùng, Cuba đã gửi "hơn 2.500 chuyên gia ứng phó thảm họa, bác sĩ phẫu thuật, bác sĩ gia đình và các nhân viên y tế khác", những người đã ở lại suốt mùa đông trong hơn 6 tháng. Cuba đã giúp đỡ trong cuộc khủng hoảng y tế ở Haiti sau trận động đất ở Haiti năm 2010. Tất cả 152 nhân viên y tế và giáo dục Cuba tại thủ đô Port-au-Prince của Haiti vào thời điểm xảy ra trận động đất được báo cáo là an toàn, với hai người bị thương nhẹ. Năm 2014, Cuba đã cử 103 y tá và 62 bác sĩ đến giúp chống lại dịch bệnh do vi rút Ebola ở Tây Phi, đây là sự đóng góp lớn nhất của nhân viên y tế đối với bất kỳ quốc gia nào.
Trong đại dịch COVID-19, một đội y tế Cuba gồm hơn 50 nhân viên y tế đã được cử đến Ý theo yêu cầu của vùng bị ảnh hưởng nặng nề nhất là Lombardy. Các đội y tế Cuba cũng đã hỗ trợ ở Andorra và Châu Mỹ Latinh, Caribe, Châu Phi, Châu Á và Trung Đông.

## Ảnh hưởng ở Cuba
Cả hai yếu tố nhân đạo và ý thức hệ đều nổi bật trong hoạt động "ngoại giao bác sĩ" của Cuba, đặc biệt là trong Chiến tranh Lạnh. Sau đó, sự tiếp tục của hoạt động này được coi là một phương tiện quan trọng để quảng bá hình ảnh của Cuba ở nước ngoài và ngăn chặn sự cô lập quốc tế. Các phái bộ y tế của Cuba tại Honduras "chắc chắn là một nhân tố quyết định" trong việc tái lập quan hệ ngoại giao giữa hai nước vào năm 2002, ; Guatemala tái lập quan hệ ngoại giao với Cuba vào năm 1998.
Tại Hội nghị thượng đỉnh châu Mỹ lần thứ 5 năm 2009, Tổng thống Hoa Kỳ Barack Obama nhận xét rằng tại hội nghị thượng đỉnh, ông đã nghe nhiều về tác động của "ngoại giao mềm" của Cuba dưới hình thức chủ nghĩa quốc tế y tế. Ông nói rằng đây có thể là một lời nhắc nhở đối với Hoa Kỳ rằng việc hạn chế tương tác với các nước Mỹ Latinh ở việc ngăn chặn quân sự và ma túy có thể hạn chế ảnh hưởng của nước này.
Cũng có ý kiến cho rằng chủ nghĩa quốc tế về y tế của Cuba thúc đẩy xuất khẩu công nghệ y tế của Cuba và có thể là một nguồn ngoại tệ mạnh. Tuy nhiên, việc nhắm mục tiêu vào các nước nghèo làm giảm tiềm năng tiền tệ của các nhiệm vụ ở nước ngoài. Năm 2006, thu nhập của Cuba từ các dịch vụ y tế, bao gồm xuất khẩu bác sĩ, lên tới 2.312 triệu đô la Mỹ – 28% tổng doanh thu xuất khẩu và thanh toán vốn ròng. Con số này vượt quá thu nhập từ cả xuất khẩu niken và coban và từ du lịch. Những khoản thu này đạt được mặc dù thực tế là một phần đáng kể của hoạt động y tế quốc tế của Cuba kể từ năm 1998 được tổ chức trong khuôn khổ của "Chương trình Y tế Tích hợp" (Programa Integral de Salud, PIS) và chương trình hợp tác này là miễn phí cho các nước tiếp nhận. Sự hợp tác của Cuba với Venezuela cung cấp cho Cuba dầu giá rẻ để đổi lấy sự hỗ trợ y tế của nước này cho Mission Barrio Adentro. Bloomberg đã báo cáo vào tháng 3 năm 2014 rằng các phương tiện truyền thông do nhà nước Cuba dự báo doanh thu từ chương trình là 8,2 tỷ USD trong năm đó.
Mặc dù các chương trình đào tạo y tế quy mô lớn và tỷ lệ bác sĩ trên bệnh nhân cao của Cuba mang lại nhiều lợi thế, nhưng việc mở rộng ngoại giao bác sĩ kể từ năm 2004, đặc biệt là với chương trình Barrio Adentro, đã gây ảnh hưởng đến ý tế trong nước: ví dụ số lượng bác sĩ Cuba làm việc ở nước ngoài đã tăng từ khoảng 5000 vào năm 2004. 2003 lên hơn 25.000 vào năm 2005, trong khi đó thời gian chờ đợi khám chữa bệnh trong nước tăng lên, đặc biệt là đối với các bác sĩ gia đình. Tỉ lệ số lượng bệnh nhân trên mỗi bác sĩ tăng từ 139 lên 179. Tháng 3 năm 2008, Cuba tuyên bố tổ chức lại chương trình bác sĩ gia đình trong nước để đạt hiệu quả cao hơn.
Một bài báo năm 2010 của Laurie Garrett trên Foreign Affairs cảnh báo rằng việc dỡ bỏ các hạn chế thương mại và du lịch của Hoa Kỳ đối với Cuba có thể gây ra hậu quả nghiêm trọng đối với hệ thống chăm sóc sức khỏe của Cuba, dẫn đến việc hàng nghìn chuyên gia chăm sóc sức khỏe được đào tạo bài bản của Cuba sẽ di cư đi mất. Các công ty Hoa Kỳ cũng có thể biến phần còn lại của hệ thống chăm sóc sức khỏe tại Cuba thành một điểm đến cho du lịch y tế. Garrett kết luận rằng, nếu các chính trị gia không cẩn thận, việc dỡ bỏ các hạn chế sẽ cướp đi chiến thắng vĩ đại nhất của Cuba.

## Vinh danh
- Ngày 26/9/2020, Hội đồng Hòa bình thế giới (WPC) đã chính thức đề cử Phái đoàn Bác sĩ quốc tế chuyên ứng phó các tình trạng thảm họa và dịch bệnh nguy cấp “Henry Reeve” của Cuba cho giải thưởng Nobel Hòa bình 2020.[25]